# Himalájai kövirigó
A himalájai kövirigó (Monticola cinclorhyncha) a madarak osztályának verébalakúak (Passeriformes)  rendjébe és a légykapófélék (Muscicapidae) családjába tartozó faj.

## Rendszerezése
A fajt Nicholas Aylward Vigors ír zoológus  írta le le 1832-ben, a Petrocincla nembe Petrocincla cinclorhyncha néven.

## Előfordulása
Afganisztán, Bhután, India, Mianmar, Nepál és Pakisztán területén honos. Természetes élőhelyei a szubtrópusi és trópusi füves puszták, száraz erdők, síkvidéki és hegyi esőerdők, sziklás környezetben, valamint legelők és másodlagos erdők. Vonuló faj

## Megjelenése
Testhossza 19 centiméter, testtömege 29-41 gramm.
|  |  |

## Természetvédelmi helyzete
Az elterjedési területe nagyon nagy, egyedszáma pedig stabil. A Természetvédelmi Világszövetség Vörös listáján nem fenyegetett fajként szerepel.